# 贝朗 (葡萄牙)
贝朗是葡萄牙波塔莱格雷区的一个堂区。总面积44.79平方公里，总人口596人，人口密度13.3人/平方公里。